# 南賓縣 (忠州)
南賓縣是重慶歷史上的一個縣，唐武德二年析浦州之武寧縣置。宋代屬夔州路忠州，宋度宗後升咸淳府。元代屬重慶路忠州。明洪武四年省入酆都縣。